# Neotypus semirufus
Neotypus semirufus är en stekelart som beskrevs av Joseph Kriechbaumer 1884. Neotypus semirufus ingår i släktet Neotypus och familjen brokparasitsteklar. Inga underarter finns listade i Catalogue of Life.